# Platydere caeca
Platydere caeca är en mångfotingart som beskrevs av Loomis 1938. Platydere caeca ingår i släktet Platydere och familjen Cambalidae. Inga underarter finns listade i Catalogue of Life.